# Damarwulan

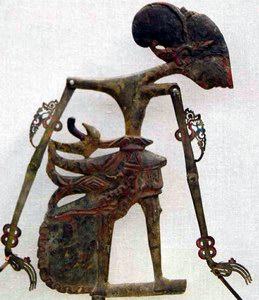
Damarwulan, Wayang Klitik aus Ostjava.

Das Damarwulan, auch Damar Wulan, ist eine indonesische Erzählung aus dem ostjavanischen Raum. Sie wird dort mit Wayang-Klitik-Figuren erzählt und gespielt. Es zählt zu den Schattenspiel-Geschichten. Die Hauptpersonen der Handlung sind Damarwulan, Dewi Suhita, Menak Jinggo, Patih Logender und Dewi Anjasmara.
Im Gegensatz zum Ramayana oder Mahabharata, deren Ursprung in Indien liegt, ist das Damarwulan rein indonesischen Ursprungs. Es ist im Gegensatz zu den beiden großen Epen mehr volkstümlich und hat dementsprechend viele Klamaukszenen. Je nach Dalang (Puppenspieler) wird eine andere Variante des Damarwulan geboten, so dass es keine einheitliche Fassung gibt, aber der rote Faden ist allen Varianten gemeinsam.

## Handlung

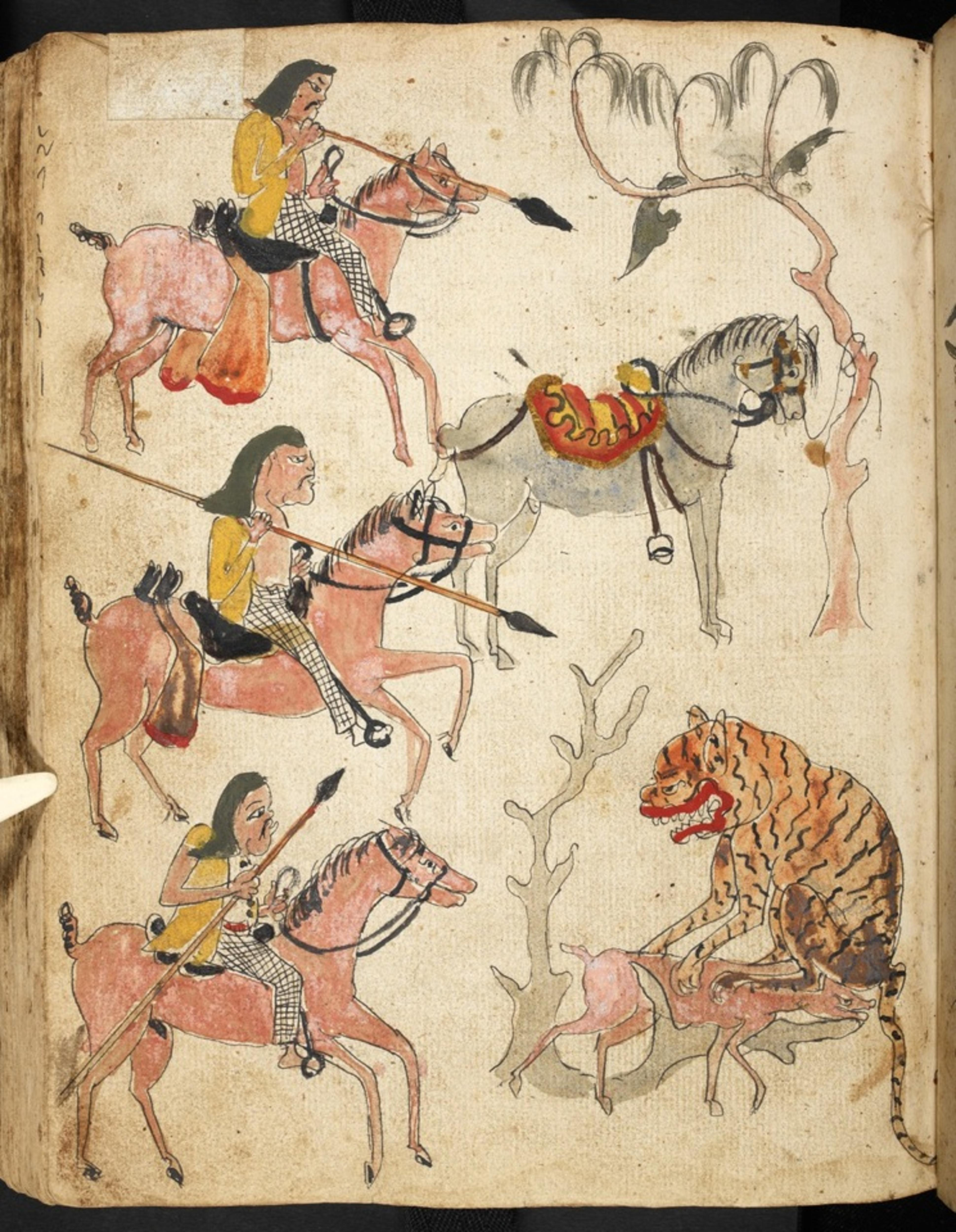
Zeichnung aus der illuminierten Handschrift Serat Damar Wulan, 18. Jahrhundert. Jagdszene - Drei Reiter nähern sich einem Tiger. British Library

### Einleitung
Die Geschichte von Darmawulan wird allgemein mit vielen Liebesszenen und Zweikämpfen erzählt. Des Weiteren gibt es über die Zeit, als Darmawulan noch kein Held war, sehr unterschiedliche Darstellungen. Einmal wird er als Grasschneider beim Premierminister beschrieben, eine Beschäftigung, die typisch für einen indonesischen Taglöhnerjob ist: Das Gras an Wegrändern und Umsäumungen von Reisfeldern wird mit der Sichel abgeschnitten, in zwei oder vier Ratankörbe gepackt und wenn diese voll sind, diese an einer Stange befestigt und über die Schulter nach Hause getragen zur Verfütterung an Haustiere, meist Rinder oder Pferde.
Das andere Mal ist er ein leptosomer Asket, der bei dem Weisen Begawan Logender versucht, sich zu bilden und ein asketisches Leben zu führen. Typisch für die Ausbildung bei einem solchen weisen Einsiedler, musste er bei der Landwirtschaft mithelfen.
Die beiden Söhne des Begawan Logender und natürlich Darmawulan selbst müssen vermutlich für die anfänglichen Streitereien und Kampfszenen herhalten, ebenso wie die heimliche Liebschaft von Darmawulan zu dessen Tochter, Dewi Anjasmara, für die ersten großen Liebesszenen.
Eine weitere Variante betrifft den König Menak Jinggo, der als ein Rebell beschrieben wird, der die Macht an sich gerissen hatte und auf weitere Eroberungen aus ist. Möglicherweise sollte dies den schnöden Mord, den der Held an ihm begeht, besser rechtfertigen. Die Forderung von Königin Dewi Suhita ihr den Kopf von König Menak Jinggo zu bringen, war gleichbedeutend mit Mord an ihm oder Krieg gegen ihn, da keiner den König direkt herausfordern durfte, sondern nur Gleichgestellte. Selbst auf die Herausforderung eines Königs hätte er einen Vertreter schicken können und nach dessen Niederlage
einen Anderen. Die Waffenübungen der Söhne des Begawan Logender und Anderer am Hofe von Dewi Suhita dienen also mehr der Action der Story, denn der Belehrung, es sei denn, dass dem Publikum deren Dummheit demonstriert werden soll, um dann die Tat von Darmawulan umso cleverer erscheinen zu lassen.
Das Damarwulan wird bevorzugt in Ostjava aufgeführt und die handelnden Figuren sind Wayang Klitik-Figuren, das heißt, das Stück sowohl am Tag, als auch in der Nacht aufgeführt werden.
Das Fernsehen hat bewirkt, dass das Darmawulan kaum noch aufgeführt wird; viele der Figuren endeten als Kinderspielzeuge. Eine experimentelle moderne Form ist, den Damarwulan-Stoff als Wayang-beber-Bildrollen zu malen und dem Publikum mit szenischen Elementen aus dem Volkstheater Ketoprak zu präsentieren.

### Vorgeschichte

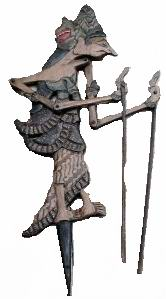
Dewi Suhita, Wayang Klitik aus Ostjava.

Vor langer Zeit lebte im Königreich Majapahit eine Königin namens Dewi Suhita. Eines Tages bekam sie einen Heiratsantrag von Menak Jinggo Blambangan, dem neuen König des Nachbarreiches, den sie aus Gefühlsgründen glatt ablehnte. Langsam wurde ihr aber bewusst, dass König Menak Jinggo das nicht so einfach hinnehmen würde und sie geriet nach und nach, ob ihrer raschen, ablehnender Entscheidung, in hellster Aufregung. Wenn es stimmte, was sie über ihn wusste,
würde er sich über ihre Entscheidung sehr aufregen und bereits einen Krieg gegen ihr Land planen. Es musste also dringend etwas geschehen, bevor er losschlug.
So schickte sie einen Boten zu König Menak Jinggo mit einer neuerlichen Botschaft: Ihre schnelle und unbedachte Äußerung täte ihr leid, sie hätte den Kopf mit anderen Dingen voll gehabt und ein Antrag dieser Tragweite wäre wirklich etwas anderes, sie bräuchte etwas Zeit sich mit dem Gedanken vertraut zu machen, außerdem wären noch bestimmte Dinge zu regeln.
Absagen wäre natürlich ein Leichtes, aber Zusagen bedürfe gewisser Zeit und natürlich auch Vorbereitungen. Allein die Regelung der Staatsgeschäfte, der Vertragsvereinbarungen mit ihren Fürsten und ähnlich leidiger Dinge, koste seine Zeit. Und sie möchte ihn, den großen König bitten, ihr diese Zeit zu gewähren.
König Menak Jinggo, der tatsächlich auf Grund der ersten Nachricht einen Krieg gegen Majapahit plante, stoppte dieses Unterfangen. Warum ein Risiko eingehen, wenn man ein Königreich mit leichter Hand erringen kann, dachte er sich, da er die zweite Nachricht für eine eindeutige Zustimmung auslegte.
Inzwischen rief Dewi Suhita alle ihre Berater, Fürsten und Minister zusammen und fragte sie, was ihrer Meinung nach, zu tun sei. Nun, wie das bei so einer Beratung ist, kam kein vernünftiger Vorschlag zustande: Krieg oder Heirat. Nun, das hatte sie auch schon gewusst. Als es Zeit wurde die Versammlung aufzuheben, verkündete Dewi Suhita ihren Entschluss: Ein Jeglicher, der Menak Jinggo tötet und ihr seinen Kopf bringt, der soll ihr Ehemann und an ihrer Seite König werden.
Nun gab es ja viele Bewerber, die gerne Ehemann von Dewi Suhita geworden wären, aber unter diesen Bedingungen? Einer nach dem anderen der Freier verdrückte sich vom Hof: "er müsse Vorbereitungen treffen", "er müsse nachdenken, wie das zu bewerkstelligen sei", "die Eltern sind schwer krank geworden", waren so die üblichen Ausreden. Die Zeit verstrich und die Lage
wurde immer hoffnungsloser. Immer weniger meldeten sich zur Eignungsprüfung, die für jeden zu bestehen war, der sich der Herausforderung stellen wollte, damit nicht jeder Dorftrottel,
der träumte König zu werden, sich ins Unglück stürzte.

### Am Hofe von Menak Jinggo
Viele Dalangs schmücken das Damarwulan mit humorvollen Geschichten aus der Umgebung von Menak Jinggo aus. Sehr beliebt sind die Geschichten um dessen beide Diener Abdi Dayun und
Melik. Abdi Dayun ist etwas naiv und meint, dass er seinem König am besten diene, wenn er all dessen Bewegungen und dessen Sprache komplett kopiere. Vor allem seinen Freund Melik kann er damit immer wieder, zur Freude der Zuschauer, ins Bockshorn jagen.
Angkot Buta ist Premierminister (Patih) am Hofe von Menak Jinggo. Eine seiner Töchter, Dewi Wahita, ist eine Frau aus dem Harem von Menak Jinggo.

### Damarwulan und Dewi Anjasmara

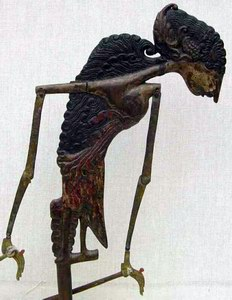
Dewi Anjasmara, Wayang Klitik aus Ostjava.

Die Nachricht, obwohl eigentlich geheim, gelangte auch zu den Ohren eines jungen Mannes, der sein Leben Patih (Begawan) Logender widmete, das heißt, dass er sein Schüler war. Der junge Mann heißt Damarwulan und er ist eher so ein dürrer, drahtiger Typ, der mehr im Kopf als in den Muskeln hatte. Jedenfalls im Kampf mit den athletischen Söhnen von Logender, Layang Seta und Layang Kumitir hatte er fast immer das Nachsehen.
Er ließ sich die Sache durch den Kopf gehen und dachte, dass das ein faires Angebot wäre und man dafür schon einiges riskieren könnte. Er war zwar in die Tochter Dewi Anjasmara von
Logender, wie alle anderen Schüler auch, verliebt. Aber hatte man ihm nicht gelehrt, die Belange eines Landes über die eigenen zu stellen?
Während die Söhne von Patih Logender, Layang Seta und Layang Kumitir, sich vorbereiteten, die Eignungsprüfung zu bestehen, hatte Damarwulan einen anderen Plan: Er wollte sich direkt zum Schloss von Menak Jinggo aufmachen und dort versuchen "Gada Sakti Besi Kuning", die mit magischen Kräften versehene Keule aus gelbem Stahl, des Königs zu stehlen. Also machte er sich auf nach
Blambangan, das nur zwei Tagesmärsche entfernt war.
Als Damarwulan in Blambangan ankam, feierte man gerade ein großes Fest. König Menak Jinggo gab eine große Party zu Ehren seines Erfolges bezüglich der Ehe mit Dewi Suhita. Spät in der Nacht, als alle schon vom Wein und Reisschnaps beseelt waren, drang Damarwu-lan als Diener verkleidet in den Palast ein. Er ließ sich von den Wachen den Weg in die Küche zeigen, griff sich dort ein Tablett mit Getränken, die wie er aus der erlesenen Form der Gläser vermutete,
für den König bestimmt waren und machte sich damit auf den Weg. Niemand fiel auf, dass er ein wenig oft nach dem Weg fragte, da sie meinten, dass auch er vom Wein probiert hätte.

### Tod von König Menak Jinggo

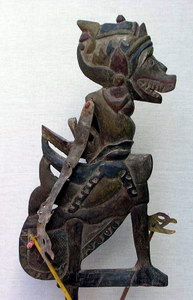
Menak Jinggo, Wayang Klitik aus Ostjava.

Vor den Gemächern des Königs angekommen, sah er sich von einer Schar Frauen konfrontiert, die schon sehnlichst auf die Getränke warteten. Während sich die Frauen um die Getränke stritten,
schlüpfte Damarwulan an ihnen vorbei in die königlichen Gemächer.
Das erste was Damarwulan sah, war ein Schrank mit Glastüren und darin die magische Keule Gada Sakti Besi Kuning. Als er sich gerade daran machte, den Schrank aufzubrechen, stürzten zwei Frauen unter lautem Geschrei und Geheule aus dem Schlafzimmer vom König. Damarwulan tat, als putze er die Glasfenster und drehte sich dabei den Frauen zu. Ob er ihnen irgendwie helfen könne, fragte er. Unter Schluchzen erzählten sie ihm, was vorgefallen war: Ihr Ehemann, der König, beabsichtige eine andere zu heiraten, eine Königin und jetzt müssten sie ihr restliches Leben als Putzfrauen verbringen. So eine Schande und am liebsten würden sie ihn umbringen.
Von derart aufgebrachten Ehefrauen war es für Damarwulan ein Leichtes zu erfahren, welche Schwächen der König habe und Dewi Wahita half ihm auch noch die Keule Gada Sakti Besi Kuning aus dem Schrank zu holen, da Damarwulan meinte, so ein paar Schläge damit und mit deren Magie, das würde den König schon heilen.
Die Frauen erzählten ihm, dass die Schwäche von Menak Jinggo seine Beine wären und sie baten ihn noch, nicht zu hart mit ihm umzugehen, eben nur so, dass er sein Interesse an der neuen Frau
verlieren würde. Damarwulan wunderte sich im inneren, wie leicht alles lief, versprach den Frauen, dass er schon richtig vorgehen würde und nach seiner Behandlung hätte er bestimmt keinerlei
Interesse an der neuen Frau mehr und würde ihnen ewig treu bleiben. Damit diese Magie aber gelingen könne, müssten sie vor die Tür zu den anderen Frauen gehen und bis zum Morgen niemand hereinlassen. Dann nahm er die Keule und ging ins Schlafgemach von Menak Jinggo.
Durch die Wirkung des Weines war Menak Jinggo auf einem Sessel eingeschlafen und schnarchte leise vor sich hin. Damarwulan hieb ihm, ohne lange zu zögern, mit der Keule auf den Kopf, Menak Jinggo verlor das Gleichgewicht und rutschte auf den Boden, dann schlug er auf die Beine ein. Menak Jinggo starb, ohne nochmals das Bewusstsein wiedererlangt zu haben. Damarwulan schnitt ihm den Kopf ab, nahm seine Krone, verbarg alles in einem Laken und verschwand, ohne dass ihm noch jemand begegnet wäre.

### Wie Damarwulan hintergangen wird

Layang Seta, Wayang Klitik aus Ostjava.

Layang Kumitir, Wayang Klitik aus Ostjava.

Auf dem Weg zurück nach Majapahit begegnete er Layang Seta und Layang Kumitir, die ihn aufhielten und fragten, was er an diesem Ort mache und was er da bei sich habe. Sie wollten
unbedingt in das Bündel reinschauen, das er bei sich trug und es kam zum Kampf. Gegen die beiden hatte er natürlich keine Chance, zumal er unbewaffnet vor ihnen stand. Sie überwältigten ihn,
fesselten ihn und hängten ihn an einen Ast, damit er sich nicht von alleine befreien konnte. Dann sahen sie in Ruhe nach, was er so bei sich hatte. Als Layang Seta den Kopf von Menak Jinggo aus dem Bündel herausholte und erkannte, wessen Kopf es war, rannte er mit dem Kopf in der Hand los. Sein Bruder Kumitir brauchte eine kleine Weile, bis er begriff, worum es ging und er rannte hinter seinem Bruder her, um ihm den Kopf abzunehmen. Der Beutel mit der Krone und der magischen Keule ließen sie liegen. Es waren eben richtige, ungeschlachte Dummköpfe.
Dewi Anjasmara, die von Damarwulans Plan wusste, war ihren Brüdern in einiger Entfernung unbemerkt gefolgt und hatte das Ganze mitangesehen. Sie befreite ihn zuerst und dann beratschlagten
sie, was man jetzt tun könne. Den Brüdern den Kopf wieder abzunehmen, würde ziemlich schwierig sein und so beschlossen sie zunächst einmal abzuwarten.
Layang Seta und Layang Kumitir kamen in Majapahit an und begaben sofort zur Königin, um ihr vom Tod ihres Gegners Menak Jinggo zu berichten. Dewi Suhita, die über diese gute Nachricht so
erfreut war, dass sie vergaß zu fragen, wie sie es bewerkstelligen konnten, Menak Jinggo zu überwinden und zu töten. Einige Zeit später trafen dann auch Damarwulan and Dewi Anjasmara bei
der Königin ein und präsentierten ihr die Keule und die Krone. Nun war Dewi Suhita reichlich verwirrt und Dewi Anjasmara erzählte ihr, was sie gesehen hat und Damarwulan musste ihr erzählen, wie er es angestellt hatte, Menak Jinggo zu überwinden und zu töten.
Die Lage war für Dewi Suhita reichlich vertrackt: Sie hatte jetzt drei Bewerber, die alle einen Anspruch auf sie und den Thron hatten. Sie und ihre Berater beschlossen daher, dass in einem Duell Mann gegen Mann entschieden werden soll, wer der wahre Gewinner sei und sie heiraten dürfe.

### Wie Damarwulan König wird
Durch Los wurde bestimmt, wer zuerst mit wem zu kämpfen habe. Layang Seta hatte mit Damarwulan den ersten Kampf zu bestreiten. Der Sieger hatte dann am nächsten Tag gegen Layang Kumitir anzutreten. Damarwulan wählte als Waffe die magische Keule Gada Sakti Besi Kuning. Schon beim ersten Schlag, der nur den Schild von Layang Seta traf, brach dieser das Handgelenk und musste aufgeben. Seinem Bruder Kumitir ging es nicht viel besser. Auch dieser versuchte mit seinem Schild die Schläge der Keule abzuwehren. Aber die Wucht war so gewaltig, dass der Schild mit Wucht gegen seinen Kopf schlug und er bewusstlos zusammenbrach. So wurde Damarwulan König von Majapahit.
Den geschlagenen Brüdern, die ihn um Vergebung für ihr Vergehen baten, verzieh er und ernannte sie Heerführern. Begawan Logender ernannte er zum Patih (Premierminister). Er und seine Tochter
Dewi Anjasmara halfen Damarwulan und Dewi Suhita bei ihren Regierungsgeschäften als weise Berater. Mit der Zustimmung von Dewi Suhita wurde später Anjasmara die zweite Ehefrau von Darmawulan. Unter ihrer gemeinsamen Herrschaft blühte das Land wieder auf, so wie es zur Zeit ihrer Ahnen der Fall gewesen war.